# Rhagoditta nigra
Rhagoditta nigra är en spindeldjursart som beskrevs av Roewer 1933. Rhagoditta nigra ingår i släktet Rhagoditta och familjen Rhagodidae. Inga underarter finns listade i Catalogue of Life.